# مانسوة مونتيسيلية
مانسوة مونتيسيلية (الاسم العلمي:Mansoa montecillensis) هي نوع من النباتات تتبع جنس المانسوة من الفصيلة البنيونية.